# Aeroportul Harar Meda
Aeroportul Harar Meda (IATA: QHR, ICAO: HAHM) este un aeroport din Etiopia.
Situat la o altitudine de 1.890 m, aeroportul dispune de o singură pistă. Este operat de Ethiopian Air Force⁠(d).